# دیدوش مراد
دیدوش مراد (عربی: ديدوش مراد؛ زاده: ۱۳ ژوئیه ۱۹۲۷ – در گذشته: ۱۹۵۵) ملقب به سی عبد القادر در یک خانواده متوسط در المرادیه در حومه پایتخت الجزایر به دنیا آمد و تحصیلات ابتدایی و متوسطه را در زادگاهش به اتمام رساند. او از همان دوران کودکی از استعمار متنفر بود و شوق گرفتن انتقام مردمش از اشغالگران در او وجود داشت به‌طوری که قبل از ۱۶ سالگی به حزب مردم پیوست.

## فعالیت‌های سیاسی
بعد از دو سال به عنوان مسئول محلات المرادیه، المدنیه و مراد رایس انتخاب شد. در سال ۱۹۴۶ یک گروه بنام سازمان ویژه تشکیل داد و در سال ۱۹۴۷ انتخابات شهرداری را در ناحیه خودش برگزار کرد. دیدوش از اعضای برجسته گروه بود و به همین خاطر برای ترتیب دادن بسیج انتخاباتی به غرب الجزایر منتقل شد که در آنجا در معرض دستگیری قرار گرفت ولی موفق به فرار شد. در اثر لو رفتن «سازمان ویژه» در مارس ۱۹۵۰ و بعد از این که استعمار موفق نشد به او دست پیدا کند وی را در یک محاکمه غیابی به ۱۰ سال زندان محکوم کرد.

## در دوران انقلاب
علیرغم تمامی محدودیت‌هایی که استعمار علیه او اعمال کرد ولی همه آن‌ها به شکست انجامید و در سال ۱۹۵۲ توانست به همراه بن بولعید هسته‌های مخفی در پایتخت تشکیل دهد که مسئولیتشان ساختن مواد منفجره برای آماده‌سازی انقلاب بود. او سپس برای مأموریتی به فرانسه فرستاده شد و بعد از بازگشت به همراه تعدادی از دوستانش کمیته انقلابی اتحاد و عمل را تأسیس کرد. او همچنین در جلسه «۲۲» که برای تصمیم‌گیری شروع انقلاب در ژوئن ۱۹۵۴ تشکیل شد شرکت داشت. تشکیل اولین شورای انقلاب شامل ۵ عضو محصول همین جلسه بود که دیدوش نیز یکی از اعضای آن بود.

دیدوش از برجسته‌ترین نویسندگان بیانیه اول نوامبر ۱۹۵۴ بود. بدنبال اوج‌گیری انقلاب دیدوش توانست به کمک معاونش زیغود یوسف یک سازمان سیاسی نظامی را که تا پایان ۱۹۵۵ فعالیت داشت پایه‌ریزی کند.

## درگذشت
دیدوش در حالی که هنوز ۲۸ ساله نشده بود، در جریان نبرد الصوادیق کشته شد و به این ترتیب اولین فرمانده ای بود که در میدان شرف به به قتل رسید.

## بزرگداشت
ناحیه دیدووش مراد که قبلاً بایزوت نامیده می‌شد، در بزرگداشت وی نامگذاری شده‌است. این مکان در جاده ملی ۳ بین شهر قسنطینه و منطقه زیغود یوسف واقع شده‌است. در این منطقه یادبود همچنین یک بلوار بزرگ (که قبلاًخیابان میشلت" نامیده می‌شد) از ارتفاعات الجزیره (در موزه باردو) شروع شده و به مکان موریس آودین ختم می‌شود. این خیابان در قسمت مرکزی الجزیره به نام او معرف است.